# 由井香織
由井 香織（ゆい かおり、1988年11月22日 - ）は、日本の女優、タレント。愛称は、ゆいちゃん。静岡県袋井市出身。元プラチナムプロダクション所属で、現在はフリーランス。

## 略歴
現在は東京都在住。
2010年（平成22年）、ユキプロダクション所属者で結成された『劇団マッチポンプ』の旗揚げメンバーの1人となる。2011年（平成23年）12月、ユキプロダクションを退所。
2012年（平成24年）3月12日、プラチナムプロダクションに移籍したことを自身のブログで発表した。移籍後はグラビアにも進出し、同年『ミスヤングチャンピオン』の3代目グランプリに選ばれる。
2013年（平成25年）、SUPER GT『DIXCEL レースクイーン』としてRQ活動を行う。同年、スポーツ紙6紙合同のキャンペーンガールユニット『スクープ!?』のスポーツ報知担当となる。
2019年（令和元年）6月17日をもってプラチナムプロダクションを退所し、フリーランスとなった。

## 人物
趣味は麻雀、映画鑑賞。好きな色はピンク。9歳上の姉、2歳下の妹がいる。

## 作品

### 映像作品
- ミスヤングチャンピオン2012 由井香織（2012年11月21日、イーネット・フロンティア） - EAN 4571369480575
- 壇蜜女学園 業界用語の基礎知識 Vol.1 タクシー・CA・刑務官の業界用語（2013年4月19日、角川書店）
- 壇蜜女学園 業界用語の基礎知識 Vol.2 不動産・ラーメン店・参議院議員の業界用語（2013年5月24日、角川書店）
- ユイトピア（2013年5月24日、竹書房） - EAN 4985914415316
- 壇蜜女学園 業界用語の基礎知識 Vol.3 歯科医・相撲・フィットネスの業界用語（2013年6月21日、角川書店）
- 壇蜜女学園 業界用語の基礎知識 Vol.4 声優・マイレージ・高級クラブの業界用語（2013年7月26日、角川書店）
- グラビアアイドル31人70分 (月刊キスカ 2016年12月号特別付録)（2016年11月8日、竹書房）※アイドルDVD

## 出演

### テレビドラマ
- 幸せになる3つの買い物（2013年6月25日、関西テレビ / フジテレビ）[10]
- 事故調（2015年4月1日、テレビ東京・水曜ミステリー9）
- サイレーン 刑事×彼女×完全悪女 第1話ゲスト（2015年10月20日、カンテレ） - 山田元子 役
- 監獄学園 －プリズンスクール－（2015年10月25日 - 12月20日、毎日放送 / TBS）※第5話、第7話に出演[11]
- フジコ（2015年11月13日、J:COM）

### テレビ
- 世界のコワ〜イ女たち ホントにあった!仰天事件簿（2010年8月・2011年1月、TBS）
- ゴッドタン（2012年5月5日・12月1日・2013年7月28日・2014年2月8日、テレビ東京）
- 5いっしょ3ちゃんねる・ひかりTV共同制作『業界用語の基礎知識 壇蜜女学園』（2013年1月8日 - 3月26日）
- 女神降臨 #93（2014年7月18日、MONDO TV）
- 女流雀士 プロアマNo.1決定戦 てんパイクイーン（2016年 - 、テレ朝チャンネル2）シーズン1、シーズン2

### 映画
- ミスヤンチャン学園・飯田橋女子高校〜とどけ!乙女の想い〜KISS部（2013年1月30日、秋田書店、監督:ウンノヨウジ）-  キス部顧問・香織先生 役[12]

### Vシネマ
- むこうぶち9 高レート裏麻雀列伝 麻将（2012年10月19日、GPミュージアム）監督:片岡修二[13]
- むこうぶち10 高レート裏麻雀列伝 裏ドラ（2012年12月21日、GPミュージアム）監督:片岡修二[14]
- むこうぶち11 高レート裏麻雀列伝 鉄砲玉（2014年10月3日、GPミュージアム）監督:片岡修二[15]

### 舞台
劇団マッチポンプ
- Messege（2010年9月13日、千本桜ホール） - 浅井・杉山 役
- キミノカナタ（2011年3月25日、千本桜ホール） - 主演・山形美帆 役
- あとは死ぬだけ（2011年9月10日、中目黒ウッディーシアター） - 主演・木下菜々 役

### ネット配信
- 美人時計（2009年3月）
- ファンションweb「GLAMMY」（〈配信年不明〉6月・9月・12月）
- ナオストリーム（2010年11月）
- 美女時代（2010年2月）
- 麻雀最強戦2011（2011年、ニコニコ生放送[16]） - アシスタント[17]
- 麻雀最強戦2015 アシスタント争奪戦（2015年、ニコニコ生放送[18]）

### その他
- J:COM presents -Girls Collection of EVANGELION-（2012年開催） - 出演
- ミスヤンチャン学園・飯田橋女子高校〜とどけ!乙女の想い〜KISS部（2013年1月30日）

## 書籍

### 雑誌
- Shinbiyou（2009年12月号）
- marsel（2010年2月号・5月号・8月号・11月号）
- 新人グラビアアイドル名鑑 2013（2013年3月8日、白泉社）全32名